# نشانه بوآس
نشانهٔ بوآس (انگلیسی: Boas' sign) هیپراستزی (افزایش یا تغییر حساسیت) در زیر هیپوکندریوم راست (ناحیه فوقانی راست شکم) یا ناحیه مربوط به دندهٔ ۱۲ در شکم است که می‌تواند نشانهٔ کله‌سیستیت حاد (التهاب حاد کیسه صفرا) باشد. این یکی از نشانه‌هایی است که پزشک ممکن است در حین معاینه شکمی بیمار خود، به‌دنبال آن باشد.
در اصل این نشانهٔ به حساسیت نقطه‌ای در ناحیه سمت راست مهره‌های ۱۰ تا ۱۲ سینه اشاره داشت. حساسیت تشخیصی نشانه بوآس کمتر از ۷ درصد است. (نقطه بوآس را ببینید.)
این نشانهٔ پزشکی نامش را از یک پزشک متخصص گوارش آلمانی به نامِ ایسمار ایزیدور بوآس (۱۸۵۸–۱۹۳۸) می‌گیرد که نخستین بار آن را تشریح کرد و نخستین متخصص گوارش با مجوز در کشورش محسوب می‌شد.
نشانهٔ بوآس همچنین می‌تواند نشان‌دهنده بیماری معده و دوازدهه باشد. هنگامی که زائده‌های عرضی مهره‌های سینه‌ای مهره‌های ۱۰ تا ۱۲ سینه با پایین دست اِفلوراژ یا فشرده می‌شوند، درد شکمی در سمت چپ زائده‌های خاردار (در زخم‌های خمیدگی بزرگ معده) یا در سمت راست (در زخم پیلور یا زخم دوازدهه) ظاهر شود.